# Demografía de Costa Rica
La demografía de Costa Rica estudia estadísticamente la estructura y la dinámica de la población residente en el territorio costarricense, así como los procesos que la determinan y modifican, como: la fecundidad, la migración o la mortalidad. 
El país es el quinto más poblado de América Central, con poco más de 5 millones de habitantes. Etnográficamente, los pobladores de esta nación centroamericana configuran un multirracial crisol de razas, pues resultan de un extenso mestizaje entre indígenas, españoles, sefarditas y africanos, sin contar las grandes oleadas migratorias de europeos, afroantillanos y asiáticos que ha recibido Costa Rica a lo largo de su historia. Actualmente, el país es uno de los mayores receptores de emigrantes de América Latina y el principal destino migratorio de América Central, además de poseer las comunidades de budistas, estadounidenses, franceses, italianos y polacos más grandes del istmo y albergar unas de las más grandes comunidades centroamerianas de alemanes, musulmanes, judíos y chinos.

## Introducción

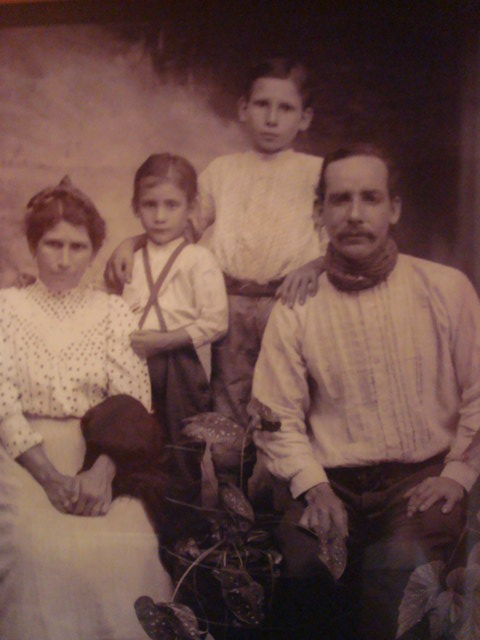
Fotografía de principios de de una familia campesina costarricense

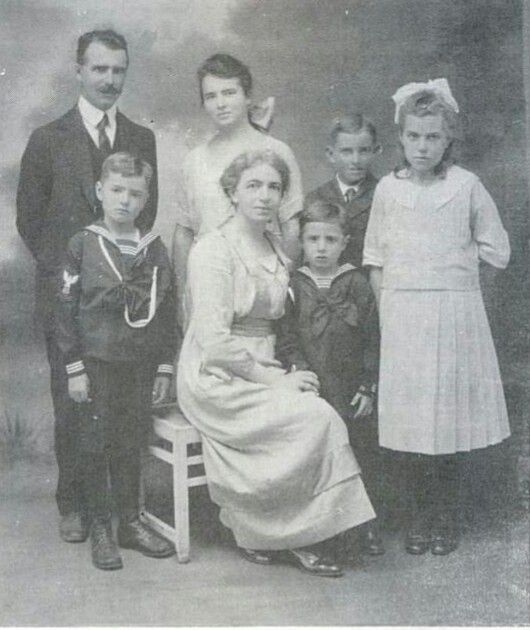
Familia Peters Scheider. Inmigrantes alemanes en Costa Rica en 1920

En 1821, Costa Rica había alcanzado su independencia sin luchas. Presentaba un panorama de población escasa (65.000 habitantes en 1824), conformada por criollos, mulatos y mestizos, asentados en núcleos dispersos en el Valle Central y dedicada a una agricultura de subsistencia. Pero pronto, en la década de 1830 –con la expansión del cultivo cafetalero– el país se articuló tempranamente al mercado mundial y se abrieron nuevas perspectivas. Para la década de 1840 y comienzos de los 50, los viajeros extranjeros europeos (en especial italianos y españoles) que pasaban por Costa Rica se quedaban impresionados por la prosperidad general que veían y el desarrollo del mercado interno en relación con el resto de Centroamérica. Hacia 1850 se divisaba con claridad que se había iniciado un proceso de consolidación económica basado en la agricultura cafetalera. Los emigrantes europeos bien podían sentirse atraídos por las promesas de una pequeña y lejana nación en pleno proceso expansivo.
Los amerindios, por su parte, se ubicaban en tribus, principalmente en las montañas de Talamanca y las llanuras de Guanacaste, así como en las selvas del resto del país, mientras que muchos afrocostarricenses estaban asentados en quilombos.
A los trabajadores de origen jamaiquino se les prohíbe por ley entrar en el Valle Central, por lo cual se establecen en la provincia de Limón hasta 1949. Muchos otros inmigrantes se dispersan por todo el país: los que deciden permanecer en la ciudad capital y sus alrededores contribuyen en mucho a la variedad de la vida cotidiana capitalina.
Actualmente, la mayoría de la población reside en el Valle Central, la cual está conformada por descendientes de europeos en su mayoría castizos y criollos, seguidos de mestizos y demás grupos étnicos. Además, es fácil encontrar habitantes originarios de muchas otras latitudes, especialmente de China. Existe una población de inmigrantes económicos y refugiados políticos —principalmente refugiados— e inmigrantes económicos. Hay grupos importantes de argentinos, chilenos y colombianos. Desde hace varios años, hay un movimiento migratorio destacable de europeos (especialmente españoles, neerlandeses, rusos, suizos y suecos), asiáticos (chinos, coreanos y japoneses) y estadounidenses, que se afincan en el país atraídos por la estabilidad política, un modo de vida alternativo y un clima benigno. Actualmente la mayor población de inmigrantes son los nicaragüenses, los cuales conforman aproximadamente el 10% de la población total del país. Los grupos migratorios procedentes desde el vecino del Norte iniciaron desde finales de los 1970s debido a los conflictos políticos internos y también en menor medida procedentes El Salvador, Honduras y República Dominicana.
En cuanto a las poblaciones indígenas, hay que recalcar que existen alrededor de 120,000 habitantes nativos originarios del territorio costarricense, representando un 1,2%de la población total del país. Están divididos en 8 grupos étnicos y cada uno tiene al menos un territorio reservado, por ejemplo: Quitirrisí (Localizados en el Valle Central), Matambú (Chorotega, Guanacaste), Guatuso (Maleku, Norte de Alajuela), Kéköldi (Bribri, Atlántico Sur), Cabécar (Cordillera de Talamanca), Territorio Indígena Ngobe-Bugle de Abrojos Montezuma (Guaymí, Sureste de Costa Rica, sobre la línea fronteriza con Panamá), Boruca (Zona Sur) y Térraba (Zona Sur, junto a los Boruca) y en zonas alejadas de los confines del mundo como lo es Birrisito. 
Guanacaste, provincia al noroeste del país, sobre el océano Pacífico, limítrofe con Nicaragua, se caracteriza por presentar varias singularidades con respecto al resto del país, como, por ejemplo, las danzas típicas, las costumbres culinarias y su variedad del idioma español (según consideraciones fonológicas y léxicas, el habla guanacasteca es estudiada en lingüística como un dialecto aparte del español del área central del Costa Rica, próximo al habla de la vecina Nicaragua). Los rasgos socioculturales distintivos de esta provincia son denotados por el vocablo teco (por oposición a tico), el cual hace las veces de gentilicio y adjetivo calificativo pasible de sustantivación (así un tequismo es un término propio del dialecto guanacasteco). La cultura popular afirma que las particularidades físicas de los tecos son el resultado de una mezcla de españoles e indígenas chorotegas.
En la costa Caribe, el poblamiento se desarrolló principalmente en torno de la ciudad de Limón y consistía de descendientes de africanos que llegaron al país durante la época de la Colonia (bantúes esclavizados procedentes de Angola y del Congo). Los esclavos importados fueron dispersados hacia las principales zonas productivas de la época, dentro de las que se cita Cartago, como punto de destino importante. A estos se sumaron, de manera preeminente, durante el siglo XIX (ya no como esclavos), grupos de Jamaiquinos contratados para trabajar en la construcción del Ferrocarril al Atlántico. Al sur de la provincia de Limón se encuentran varias poblaciones indígenas importantes, especialmente bribris.

### Sociedad
A raíz de condiciones coloniales donde incluso la aristocracia en muchos casos debía trabajar y realizar ciertas labores impensables en otras partes del continente, es que en Costa Rica las diferencias sociales nunca fueron demasiado radicales en comparación a otros países. Como ejemplo de esto podría mencionarse que hasta bien entrado el siglo XX era común que los hijos de los ricos y de los pobres asistieran a los mismos centros educativos, los matrimonios entre personas de distintas clases sociales no eran necesariamente tabú (incluso algunas primeras damas fueron de origen humilde) o que las clases medias podían acceder a cargos públicos y políticos. 
En Costa Rica era posible desde el siglo XIX y principios del XX que los hijos de obreros, campesinos o artesanos pudieran ir a la universidad y convertirse en abogados, médicos, etc., y muchos políticos que han llegado a ejercer cargos públicos provenían de hogares de clase media y baja, casos como los presidentes Luis Alberto Monge (campesino y sindicalista) y Luis Guillermo Solís (profesor universitario), o diputados como Arnoldo Segura Ferreto (maestro), Francisco Vargas Vargas (médico proveniente de una familia humilde de agricultores), Juan Guillermo Brenes Castillo (campesino), etc. Si bien muchas de estas tradiciones, como la igualdad de oportunidades indistintamente de la profesión de los padres o el que menores de distintas clases sociales asistan juntos a los mismos centros se ha ido perdiendo especialmente a partir de las reformas de los ochenta, aún es común que en Costa Rica los presidentes, diputados, alcaldes y otras figuras políticas caminen por las calles sin escolta de seguridad, asistan a eventos públicos como un ciudadano más o haga uso de servicios públicos.

## Características de la población
Costa Rica está poblada por 5,003,393 habitantes. La gran mayoría de ellos residen en el Valle Central. Ahí es donde se asientan las ciudades más grandes del país, y la capital San José. Aproximadamente un 40% de la población es rural y un 60% es urbana. La población del país crece anualmente al alto ritmo de 1.4%. Esto se debe a una natalidad moderadamente alta, 18 por 1,000 y a una mortalidad bastante baja, 4.3 por 1,000.

### Etnografía
Etnográficamente, la población es de diferentes etnias y es el resultado de la mezcla entre los indígenas que habitaron el país, los españoles, judíos conversos (sefarditas) y en menor medida los esclavos africanos que arribaron a este durante la colonia. Para el siglo XIX Costa Rica tuvo influencia de oleadas de inmigrantes europeos particularmente de italianos, españoles, franceses, alemanes, británicos, holandeses, suecos, griegos, portugueses, entre otros países, que fueron atraídos por las diversas oportunidades de negocio presentes en el país. En menor medida llegaron inmigrantes jamaiquinos y chinos.
De igual forma, para finales de la I Guerra mundial se atrajo a inmigrantes de otros países como rusos, suizos y judíos asquenazíes originarios de Polonia. 
Según los datos arrojados por el censo del 2011 realizado por el Instituto Nacional de Estadística y Censos, la población por autoidentificación étnica se compone de la siguiente manera: 83,6 % blancos o mestizos, 6,72 % mulatos, 2,42 % amerindios, 1,05 % afrodescendientes, 0,21 % chinos, 5,95 % otros o sin declarar.
El censo de 2011 indica, además, que el 9% de los de habitantes de Costa Rica son inmigrantes. Los grupos migratorios más importantes son los provenientes de Nicaragua, que iniciaron alrededor de 1927, registrando su mayor pico entre 1995 - 2000 debido a los conflictos políticos, sociales y económicos de Nicaragua a lo largo de su historia, mientras que los colombianos iniciaron su flujo migratorio a partir del año 2000, estableciéndose como refugiados y por último, los estadounidenses que empezaron un flujo migratorio regular a partir de 1990s. 

#### Poblaciones autóctonas

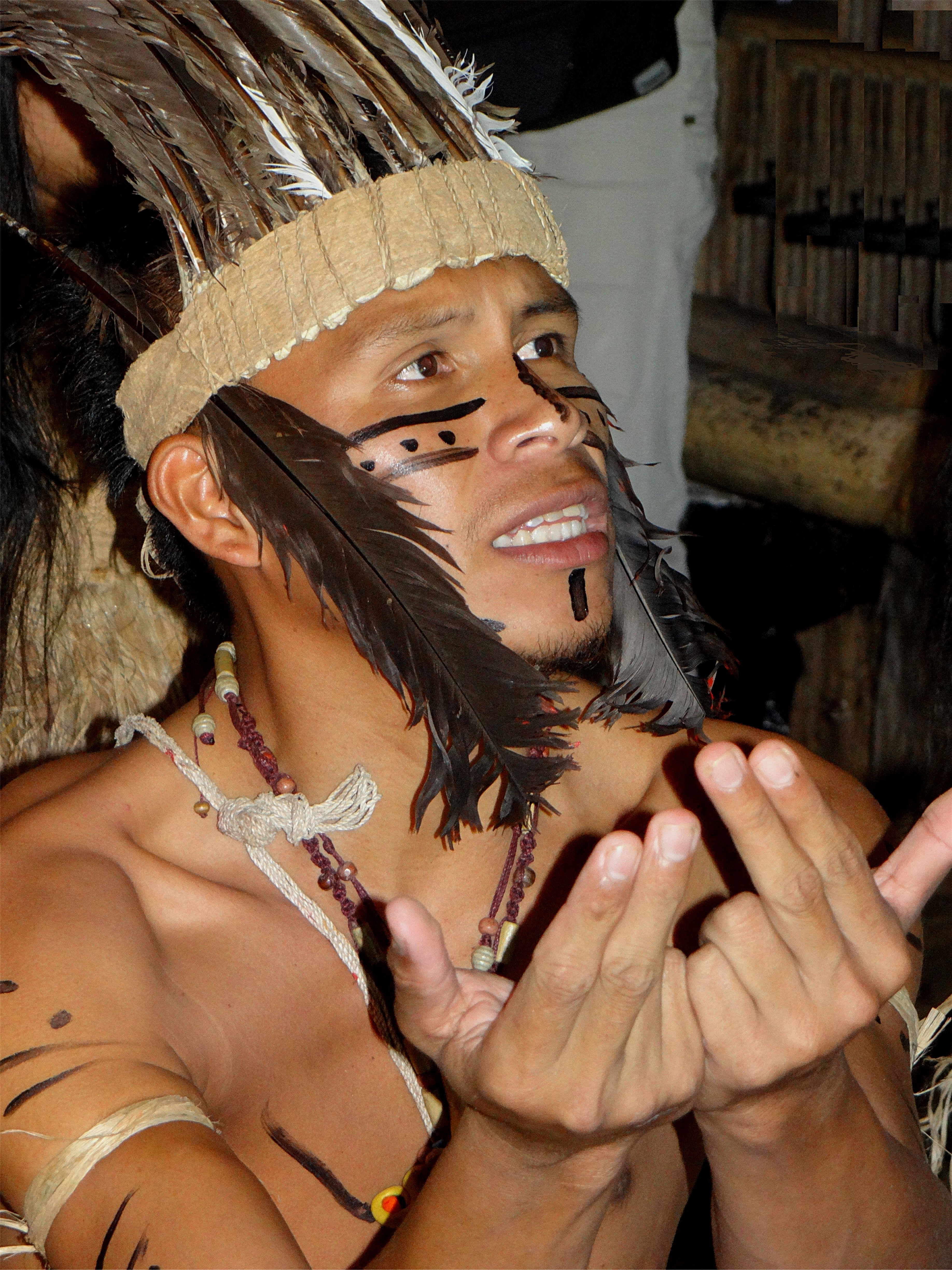
Indígena maléku representando una ceremonia tradicional en Palenque Tonjibe, cantón de Guatuso.

A la llegada de los españoles al continente americano, los habitantes originales de lo que hoy es Costa Rica sumarían unas 400 000 personas, diseminadas en distintas regiones del país y ocupando gran parte de su territorio. Estas poblaciones se encontraban organizadas política y económicamente en cacicazgos, que eran estructuras complejas y socialmente jerarquizadas, con especializaciones del trabajo, regidas por un cacique, su grupo de principales y la clase sacerdotal.
Los chorotegas, de cultura mesoamericana, ocupaban Guanacaste, con el Reino de Nicoya como el cacicazgo más importante. La zona de Cañas era asiento de los corobicíes, de los cuales descienden los actuales maléku. Pertenecientes a la cultura del Área Intermedia, los huetares eran el grupo más importante en la región central y la vertiente del Pacífico del país. Los huetares conformaron dos grandes señoríos: el de Garabito o Reino Huetar de Occidente, y el de El Guarco o Reino Huetar de Oriente. Entre los huetares existieron otros cacicazgos menores como Pacaca, Aserrí, Curriravá y Toyopán. En las llanuras del norte, habitaron los botos, tises y katapas. En la zona del Atlántico, el cacicazgo más importante fue el de Talamanca, que agrupaba a bribris, cabécares y térrabas, mientras que Tariaca, Suerre y Pococí eran otros cacicazgos menores. En la zona sur del país, habitaban los quepoas, borucas, cotos y guaymíes.
Tras la conquista de Costa Rica, la población indígena sufrió una drástica disminución demográfica, de modo que para la colonia solamente el 10 % de la población era autóctona. Según el censo de 2011, el 2,41 % de la población de Costa Rica se declaró amerindia, las poblaciones autóctonas indígenas son alrededor de 104 000 habitantes nativos americanos u originarios del territorio nacional. Muchos aspectos de su cultura, incluido el idioma en algunos casos, han logrado persistir hasta el siglo XXI a pesar del proceso de transculturación iniciado durante la conquista española y persistente en la actualidad. Los pueblos indígenas han sufrido, a lo largo de su historia, una continua reducción de su territorio, el desmembramiento de su población, y la desintegración de muchos de sus elementos culturales.
Están divididos en 9 grupos étnicos y cada uno tiene un territorio reservado:
| Huetares                           | Chorotegas                                 | Maléku                         | Bribri        | Miskito         | Cabécar                 | Ngöbe   | Boruca y Térraba |
| ---------------------------------- | ------------------------------------------ | ------------------------------ | ------------- | --------------- | ----------------------- | ------- | ---------------- |
| Quitirrisí y Zapatón Valle Central | Guaitil de Santa Cruz y Matambú Guanacaste | Cuenca del río Frío Zona Norte | Atlántico Sur | Atlántico Norte | Cordillera de Talamanca | Sureste | Pacífico Sur     |
|                                    |                                            |                                |               |                 |                         |         |                  |

#### Migración
Costa Rica tiene un saldo migratorio positivo, porque más personas extranjeras se establecen en el país a comparación de los costarricenses que emigran y radican en otro. Esto se debe a la relativa estabilidad política, social y económica de la nación.

##### Inmigración
Con un sostenido flujo inmigratorio, Costa Rica es la nación latinoamericanana con mayor cantidad de inmigrantes porcentualmente. Según un estudio elaborado por el Instituto Nacional de Estadística y Censos de Costa Rica, para el año 2012 el 9% de la población del país estaba constituida por inmigrantes. En el país existe una población principalmente de inmigrantes económicos sobre todo de la vecina Nicaragua. También existe un porcentaje de refugiados políticos que han pedido asilo escapando de persecuciones en otros países.
Actualmente las comunidades de inmigrantes más grandes son las provenientes de Nicaragua (74,5%), Colombia (4,3%), Estados Unidos (4,1%) y Panamá (2.4%). Hay un 11,8% que corresponde a otras nacionalidades, con importantes aglomeraciones de muchas naciones de América Latina, Asia y Europa.

##### Emigración
Más de 300.000 costarricenses viven en el exterior. La emigración de Costa Rica es la más baja del istmo centroamericano con un 2.70% de la población en el exterior.[cita requerida] Según un estudio elaborado por American Community Survey en 2010, Costa Rica es el segundo país de América Latina con menor número de inmigrantes en Estados Unidos, después de Bolivia.  El 65.75% de los emigrantes costarricenses elige como destino principal los Estados Unidos, la mayoría en California, Nueva Jersey y Florida, sin embargo, se determinó que la mayoría de estas personas son hijos de costarricenses nacidos en ese país, a los cuales se les otorga la ciudadanía de acuerdo con el inciso 2 del artículo 13 de la Constitución Política, que otorga este derecho a las personas que tengan por lo menos a un costarricense como padre, pero muchos de ellos no conocen el país. También existen nutridas colonias de costarricenses en grandes ciudades como Buenos Aires, Ciudad de México, Madrid,  Barcelona, Londres, Ontario, Quebec y Montreal.
La mayoría de los hombres costarricenses que viven en los Estados Unidos se dedican a la construcción y labores de mantenimiento, mientras que las mujeres realizan ocupaciones de servicio. En promedio, los emigrantes costarricenses ganan más que los emigrantes de otros países centroamericanos, debido a aspectos formativos y culturales que les permiten surgir, como el emprendedurismo, así como la calidad de la educación recibida. En 2011, Costa Rica recibió más remesas que lo que envía al exterior. De acuerdo a los datos proporcionados, Costa Rica recibió cerca de 612 millones de dólares en remesas, 86 millones más que en el 2010.

### Idioma
Según la Constitución Política de la República de Costa Rica en su artículo 76, el idioma español es el idioma oficial de la nación; sin embargo, Costa Rica es un país multilingüístico pues considerando su pequeña extensión territorial, se hablan 5 lenguas autóctonas, a saber, el maleku, cabécar, bribri, guaymí y bocotá.
En la zona caribeña del país se habla mekatelyu, es lo que académicamente se conoce como inglés criollo limonense, o bien, se podría definir como una combinación de patois (Inglés jamaiquino) con "tico" (Español costarricense). Este nombre es una suerte de onomatopeya formada a partir de la pronunciación de la frase "May I tell you" en esta variante del inglés.
Además, Costa Rica ocupa la tercera posición a nivel latinoamericano en conocimiento del idioma inglés. Según un estudio de Education First, el 15% de la población costarricense asegura tener dominio total del idioma inglés. Este idioma es impartido obligatoriamente en la mayoría de escuelas y colegios del país. Además, cuenta con la presencia de más de 20000 estadounidenses, 10000 canadienses y alrededor de 6000 británicos que habitan en el país y es ampliamente utilizado en poblaciones de Monteverde, Santa Elena y el noroeste de la provincia de Puntarenas donde se encuentran colonias de cuáqueros y sus descendientes. Inclusive se pueden encontrar escritas en español e inglés la información de numerosas etiquetas, empaques y recipientes de productos de fabricación nacional.

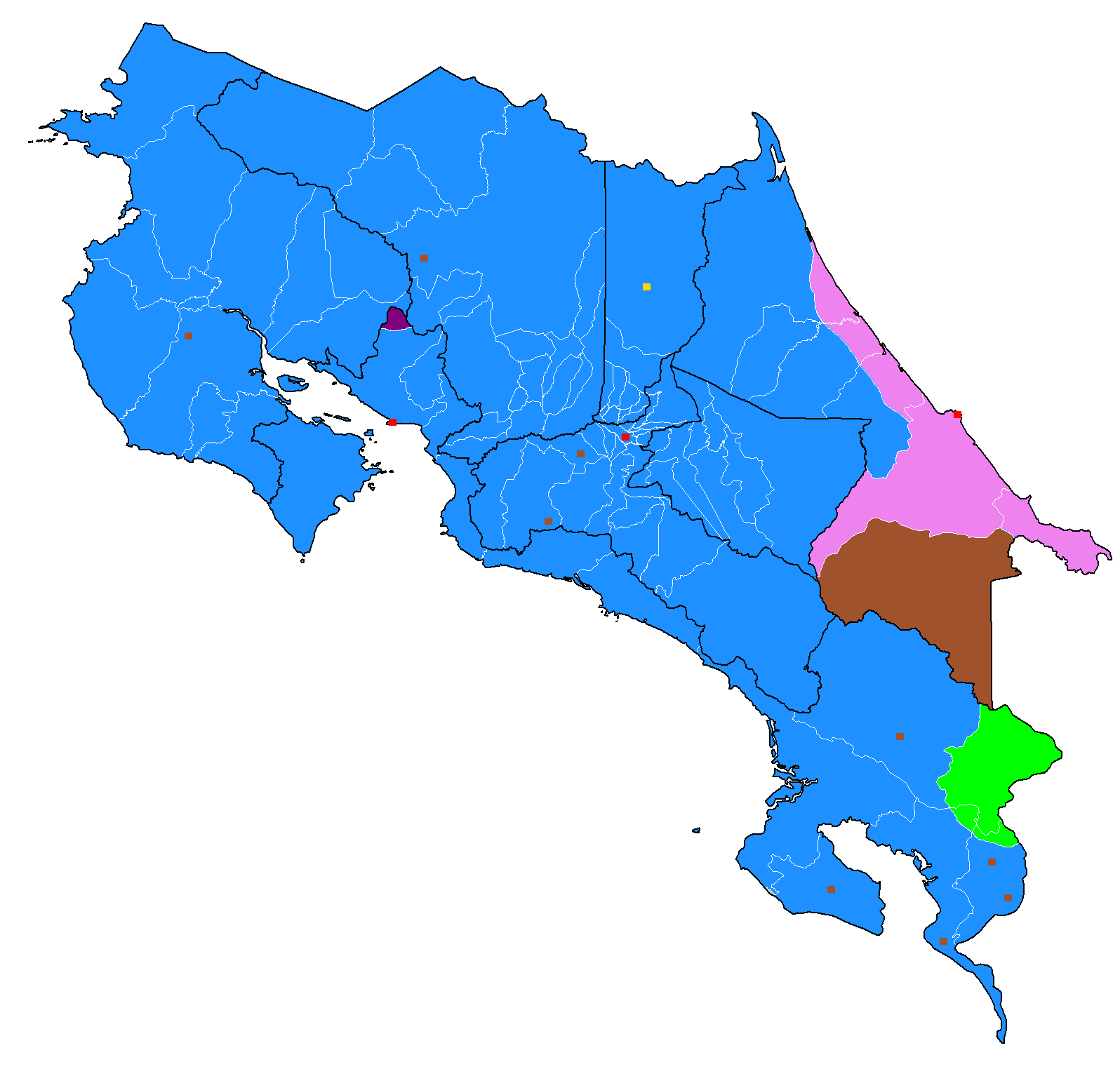
Mapa lingüístico del país, en el que se distinguen las zonas donde existen comunidades importantes que practican un idioma diferente al español. Este último aparece representado en azul por todo el territorio, pues es empleado por prácticamente toda la población.

Al sureste del país se encuentran comunidades como San Vito, que fueron fundadas por italianos a mediados del siglo XX. En dichas zonas el idioma italiano es hablado por parte de la población y enseñado en la educación pública regional. También existe en la región un dialecto italiano autóctono que se formó tras la inevitable influencia hispana. Igualmente, la colectividad italiana presente en la nación y los descendientes de la inmigración masiva del siglo XIX y XX promueven la utilización y aprendizaje de su idioma con la fundación de decenas de asociaciones culturales.
Por otro lado, en la zona norte del país, en San Carlos, Sarapiquí y la Región Huetar Norte se encuentran numerosas comunidades fundadas o pobladas por alemanes y menonitas de ascendencia alemana que practican el idioma alemán, un dialecto derivado del alemán antiguo con influencias hispanas llamado platzdutch y el dialecto del bajo alemán menonita conocido como plautdietsch. Sin contar la fuerte influencia del alemán con el establecimiento de variadas instituciones culturales y educativas.
También es destacable la presencia del idioma chino, en sus variantes del mandarín y cantonés que se hablan en el país por la numerosa comunidad de inmigrantes chinos y sus descendientes que se asentaron en Costa Rica. Creándose, además, decenas de instituciones y alianzas culturales chinas en la nación y destacando la implementación de la enseñanza del mandarín en diversos colegios por todo el país.
Otros idiomas que tienen presencia importante en Costa Rica son: 
- El francés, que constituye una asignatura impartida obligatoriamente en varias escuelas y en el Tercer Ciclo de la Educación Básica, sin contar que es hablado por la numerosa comunidad francesa del país y sus descendientes y es promovido por decenas de instituciones culturales.
- El idioma árabe que tiene presencia debido a la inmigración libanesa y de otros países levantinos.
- El hebreo, idioma utilizado por alrededor de 1000 israelíes que viven en el país y por la extensa comunidad judío-costarricense.
- El idioma portugués cuenta con la presencia de 1500 brasileños que habitan en el país y es un idioma que cada vez es más promovido e impartido en diversas escuelas y colegios.

### Religión

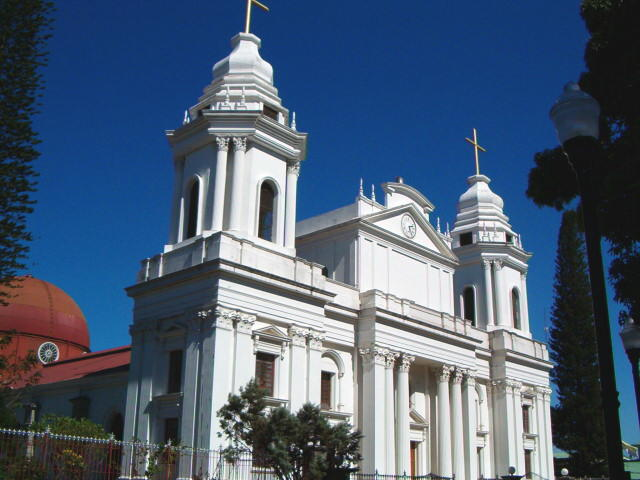
Catedral de la ciudad de Alajuela, la segunda ciudad más importante.

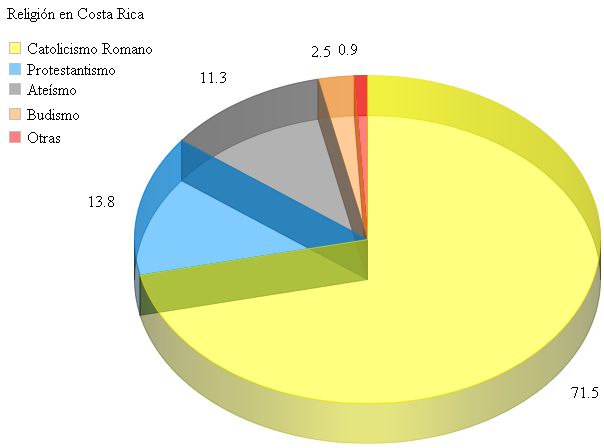
Principales religiones en Costa Rica.

Costa Rica por su tamaño e inmigración, es uno de los países con mayor cantidad de inmigrantes per cápita del mundo, lo que ha contribuido a su importante diversidad religiosa. En la nación confluyen europeos, asiáticos y otros latinoamericanos desde hace muchas décadas, consolidando una gran variedad religiosa.
Los principales grupos religiosos de Costa Rica son los católicos, protestantes, budistas, judíos y musulmanes. Sin embargo las personas sin religión (ateos, agnósticos, etc.) representan el 9% según datos estadísticos del 2013.
La religión católica es mayoritaria, 65% se declara católico, si bien 23% no se considera católico practicante. Según la Constitución Política, es la religión oficial de la República, aunque existe libertad de creencias; sin embargo, según la última encuesta de la Universidad de Costa Rica de 2012, solo el 46% de los costarricenses son católicos practicantes, uno de los porcentajes más bajos de América Latina.
Entre las festividades religiosas celebradas por los católicos destacan la Semana Santa, la Navidad y el 2 de agosto, día de la Virgen de los Ángeles, patrona de Costa Rica y Protectora de las Américas, caracterizada por la peregrinación o romería hasta la Basílica de Nuestra Señora de los Ángeles ubicada en Cartago.
Existe también una importante cantidad de protestantes o evangélicos de diferentes denominaciones: pentecostales, luteranos, anglicanos, bautistas, metodistas, adventistas del Séptimo día, menonitas, cuáqueros, amish, entre otros. Estos representan un 21% de la población costarricense, siendo un grupo religioso que ha experimentado un cierto crecimiento las últimas décadas.

Existe además una pequeña comunidad de cristianos ortodoxos que representan un 0.6% de la población, este grupo se compone principalmente entre los emigrantes de origen griego, ruso, rumano, etc., con una única iglesia ortodoxa ubicada en Coronado, y un único sacerdote ortodoxo que ejerce para todas las denominaciones ortodoxas.

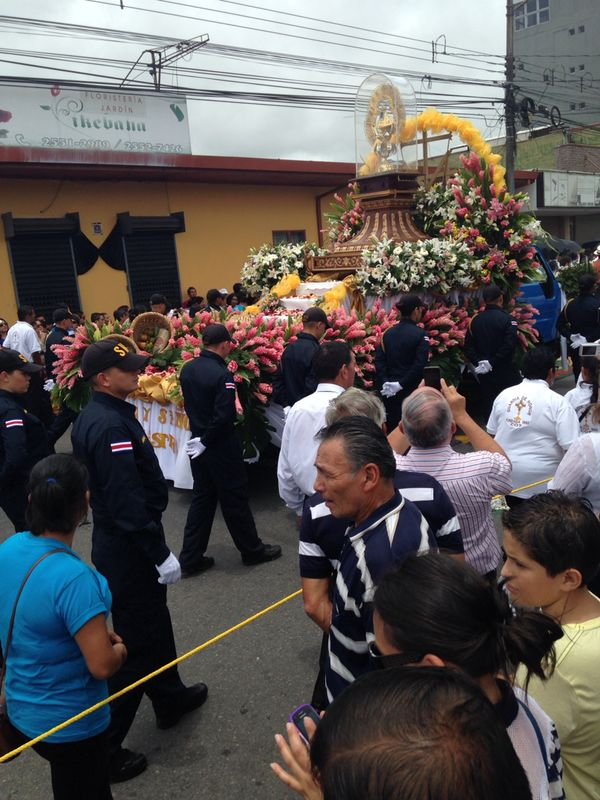
Procesión católica de la Virgen de los Ángeles, patrona del país.

La inmigración por parte de orientales; chinos, taiwaneses, coreanos, japoneses, etc., generó la existencia de comunidades budistas, taoístas, etc., así como la práctica sincrética del catolicismo, el budismo y la religión tradicional china, en todo caso, entre extranjeros y nacionales conversos, Costa Rica tiene la comunidad budista más grande de Centroamérica que representa el 2% de la población.
Los judíos se establecieron en tres grandes oleadas: la primera durante la persecución judía en Europa durante el periodo colonial, la segunda durante la I y II Guerra Mundial a principios y mediados del siglo XX y la tercera durante las dictaduras latinoamericanas de los años 70, esto generó una nutrida comunidad judía mayoritariamente askenazí que actualmente representan el 0.10% de la población.
Los inmigrantes de Medio Oriente (primordialmente libaneses, pero también: palestinos, iraquíes, marroquíes, iraníes y otros árabes) generan una de las más nutridas comunidades musulmanas de Centroamérica y el Caribe, siendo su punto de encuentro La Mezquita de Omar, ubicada en Monte Limar, municipio de Goicoechea, la cual también es sede del Centro Cultural Musulmán. Se calcula la comunidad musulmana en Costa Rica en unas 1500 personas.
Sumado a esta variedad se cuenta la presencia de hinduistas, bahais, wiccanos, rastafaris y los propios indígenas que preservan sus creencias religiosas (ver religión bribri), entre otros.

### Salud

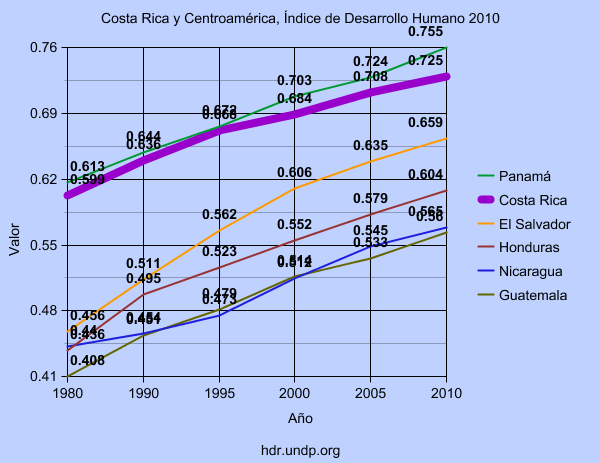
Índice de desarrollo humano costarricense (2010), comparado con cinco países centroamericanos.

Costa Rica cuenta con una asistencia sanitaria universal que requiere la inversión del 9.3% de su PIB, es decir, superior al promedio de la OCDE y de entre las 12 mayores de todo el mundo. Actualmente, es el país con la mayor esperanza de vida de América Latina (80 años). En 2015 reportó una tasa bruta de natalidad de 14.86 y una tasa de mortalidad de 4.35. Desde 2011, la tasa de mortalidad infantil ha venido descendiendo continuamente, y hoy en día, con 7.8 muertes por cada 1000 nacidos vivos, es una de las más bajas del Hemisferio. El aborto en Costa Rica únicamente es terapéutico, permitido cuando la salud del individuo en gestación se encuentra en peligro. A su vez diversos sectores de la sociedad claman por la aprobación de una norma técnica que permita regular los vacíos legales en la actual legislación sobre la interrupción del embarazo, y también se encuentra en frecuente debate la despenalización del aborto libre.
El sistema de salud de Costa Rica ha sido catalogado muchísimas veces como uno de los mejores que existen: en 2000 la OMS lo calificó el tercer mejor sistema de América Latina y el número 36 a nivel mundial; en 2014, el Índice Global Retirement 2014 de la revista International Living lo ubicó en el quinto puesto global; en 2015, la lista de clasificación Bloomberg lo ubicó en el puesto 24 a nivel mundial y el mejor de América Latina; en 2016, un estudio de la Universidad de Berkeley calificó al país como el más saludable del mundo, basándose en índices de equidad en salud y con datos emitidos por la ONU. El Índice de Competitividad Global de 2018 destacó al país de entre los mejores 20 índices de salud del planeta. Además, la península de Nicoya es una de las cinco zonas azules del mundo por la longevidad de sus habitantes, única en Latinoamérica.
En el país diversas instituciones velan por el funcionamiento de la salubridad pública: el Ministerio de Salud, encargado de la rectoría del sector; la Caja Costarricense de Seguro Social (CCSS), encargada de la seguridad social, la atención médica y hospitalaria; el Instituto Costarricense de Acueductos y Alcantarillados (AyA), que garantiza los servicios de agua potable y alcantarillado; y el Instituto Nacional de Seguros, que ofrece seguros y se encarga de la atención de patologías relacionadas con los riesgos del trabajo y los accidentes de tránsito. Además, existen numerosos centros médicos privados, que se perfilan como los mejores de América Latina y propician en el país el desarrollo del turismo de salud.
La Caja Costarricense del Seguro Social es una institución autónoma creada en 1940 y es la encargada principal de los programas de promoción de la salud, prevención de la enfermedad y atención de los enfermos. Se basa en un sistema de seguridad social solidario en el que trabajadores, patronos y Estado cotizan sus aportes, de modo que se pueda garantizar la atención médica a todos los sectores de la población. A la Caja se le considera el pilar fundamental de la paz social de Costa Rica. Un 85% de la población del país se halla cubierta por el seguro social suministrado por la Caja. La atención médica que brinda la Caja se encuentra organizada en 3 niveles:
- El primer nivel o nivel de atención primaria, conformado por los Equipos Básicos de Atención Integral en Salud (EBAIS), las clínicas periféricas y otros centros de atención en salud, que se encargan de la atención de consulta general básica.

- El segundo nivel, conformado por servicios de atención especializada en cirugía general, medicina interna, pediatría, ginecología y obstetricia. Está conformado por 10 clínicas mayores (como la Clínica Dr. Marcial Fallas de Desamparados o el Centro de Atención Integral en Salud de Puriscal), 13 hospitales periféricos (como por ejemplo, el Hospital Max Terán de Quepos) y 7 hospitales regionales (como el Hospital Monseñor Sanabria de Puntarenas o el Hospital Max Peralta de Cartago).

- El tercer nivel, que se encarga de la atención de casos medicoquirúrgicos complejos, y está conformado por 3 hospitales generales «clase A»: el Hospital San Juan de Dios, el Hospital México y el Hospital Rafael Ángel Calderón Guardia, y 5 hospitales nacionales especializados: el Hospital Nacional de Niños, el Hospital Nacional de Geriatría y Gerontología, el Hospital Nacional de la Mujer, el Hospital Nacional Psiquiátrico y el Centro Nacional de Rehabilitación (CENARE). La Caja también posee un centro especializado para el tratamiento del cáncer, segunda causa de muerte del país, ubicado en el Servicio de Radioterapia y Quimioterapia del Hospital México.[46]

Todo este entramado de sistemas de salud pública se encuentra en un continuo debate nacional desde hace años por acusados problemas de saturación de servicios —al ser de tipo universal la asistencia a los centros médicos es muy elevada—, corrupción interna, mal manejo financiero y sostenibilidad de las estructuras de jubilaciones y de funcionamiento solidario.

### Educación

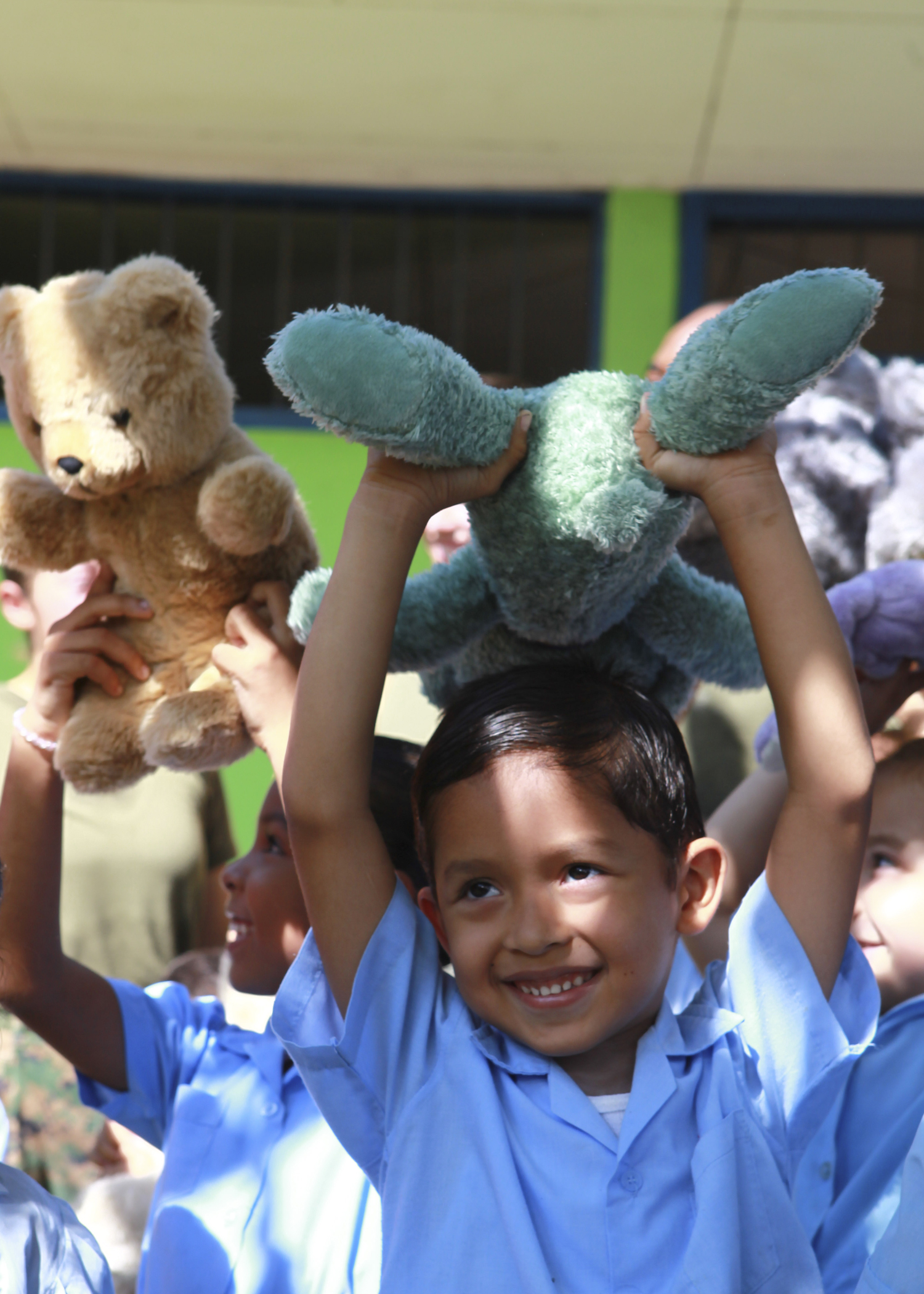
Un preescolar con el tradicional uniforme del jardín de niños. La educación general básica costarricense es gratuita y obligatoria desde 1869.

La enseñanza general básica es obligatoria y gratuita. Esta es supervisada por el Ministerio de Educación Pública. La cobertura en primaria es prácticamente universal mientras que en secundaria ronda el 70%. La tasa de alfabetización del país es de un 94,9%. En 2016, el Índice de Competitividad Global destacó a Costa Rica como el país con mejor índice de educación de América Latina, además ocupando el lugar 40 a nivel mundial en inscripción en educación primaria, décimo en educación secundaria, y en general, colocando a la educación del país, hasta la terciaria, entre las primeras 30 mejores del mundo. Cabe destacar que el Gobierno Mexicano consideró a la educación costarricense como una de las mejores en América Latina.
Posee cinco universidades públicas: el Instituto Tecnológico de Costa Rica, la Universidad Nacional, la Universidad Estatal a Distancia, la Universidad de Costa Rica y la Universidad Técnica Nacional de Costa Rica. Cuenta también con el Instituto Nacional de Aprendizaje (INA), institución pública encargada de formar a la clase trabajadora y a los menos favorecidos, capacitándolos en áreas técnicas para la generación de nuevas empresas y la continuación de sus estudios de nivel superior. Cuenta con sedes en San José, Cartago, Naranjo, San Carlos, Moín, Liberia, Pérez Zeledón y Barranca. Funcionan más de cincuenta universidades privadas, entre ellas la Universidad Autónoma de Centroamérica (UACA), la Universidad Latina de Costa Rica, la Universidad de Ciencias Médicas (UCIMED), la Universidad de Iberoamérica (UNIBE), la Universidad Católica de Costa Rica, la Universidad Latinoamericana de Ciencia y Tecnología (ULACIT), la Universidad Véritas, etc. Existen algunas instituciones de sistema de enseñanza superior parauniversitraria, como el colegio universitario de Cartago, el colegio universitario de Limón y el colegio universitario Boston, entre otros. El número de estudiantes universitarios asciende a 175 000 entre las diversas universidades públicas y privadas.

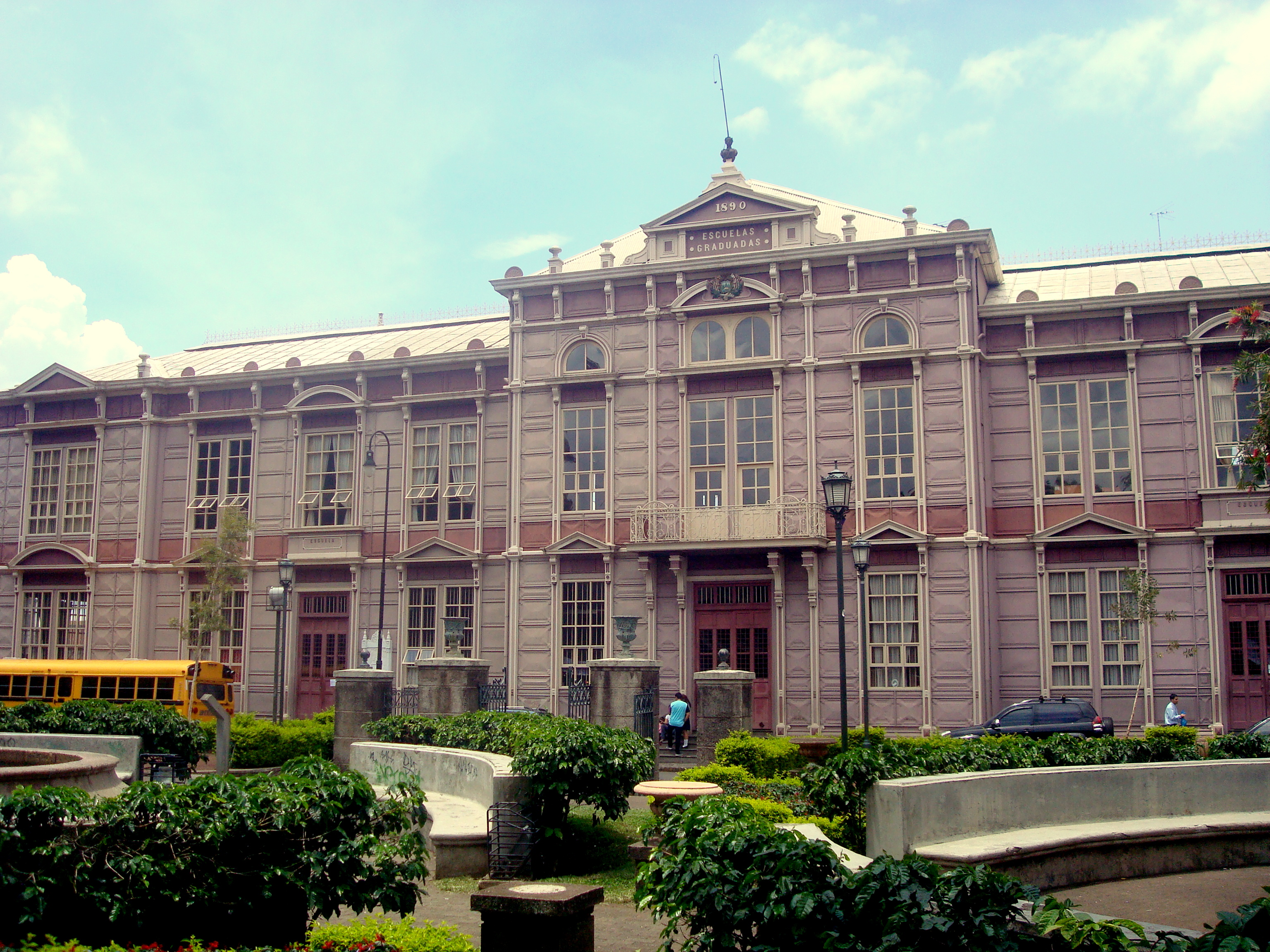
El Edificio Metálico, sede de la Escuela Buenaventura Corrales. Construido en 1889 en hierro sólido e inspirada en el diseño del arquitecto francés Gustave Eiffel, es patrimonio de la educación costarricense.

El país cuenta además con importantes centros de estudio e investigación como son la Escuela de Agronomía de la Región Trópico Húmedo (EARTH); el Instituto Nacional de Biodiversidad (InBio), donde se estudia la flora y la fauna del país; el INCAE Business School, escuela de posgrado en Administración de Empresas adscrita a la Universidad de Harvard; la Universidad para la Paz, universidad adscrita a la Organización de las Naciones Unidas; y el Centro Agronómico Tropical de Investigación y Enseñanza (CATIE) en Turrialba.
El sistema de educación formal en secundaria se forma por Colegios Académicos (centros de estudio académicos para el avance dentro del sistema formal) y Colegios Técnicos Profesionales que brindan la posibilidad a los muchachos de obtener un diplomado en Técnico Medio con la mención de la especialidad que ellos matriculen estando en noveno año antes de pasar al cuarto ciclo, la cual podrán utilizar para conseguir un trabajo y financiar sus estudios superiores. También existe la posibilidad de asistir a un Colegio Científico Costarricense, colegios administrados por el Sistema Nacional de Colegios Científicos de Costa Rica, financiado por el estado, los cuales son los que han liderado en calidad de enseñanza y calidad estudiantil en las distintas pruebas a nivel nacional.

## Principales ciudades
Las zonas urbanas más pobladas de Costa Rica se concentran en el Valle Central, que alberga el Gran Área Metropolitana y donde se ubican la capital y ciudad más importante; San José, las principales ciudades del país: Alajuela, Cartago, Heredia y otras comunidades de importancia más pequeñas. Esta región tiene cerca de 3 millones de habitantes (cerca del 60% de la población total) y es el área más urbanizada, poblada y económicamente activa de Costa Rica. Además, cuenta con muchos de los principales servicios, industrias, obras de infraestructura y sedes del Gobierno de la nación.
Fuera de la Meseta Central, las ciudades más pobladas se concentran en los puertos y capitales de las provincias de Puntarenas y Limón. O en las principales cabeceras urbanas de la provincia, como Liberia en Guanacaste.
Es destacable el hecho de que las principales ciudades de Costa Rica son las cabeceras de sus provincias. Entre las comunidades más pobladas e importantes que no son capitales provinciales sobresalen: San Isidro de El General, al sur de la provincia de San José en Pérez Zeledón y Ciudad Quesada, al norte de la provincia de Alajuela en San Carlos.
Otras ciudades de relativa importancia y población son: Desamparados, San Vicente de Moravia, Curridabat, San Pedro de Montes de Oca, San Juan de Tibás, Guadalupe, San Isidro de Coronado, Escazú, Upala, Naranjo, Grecia, San Rafael de Oreamuno, Turrialba, El Tejar del Guarco, Paraíso, Tres Ríos de la Unión, Puerto Viejo de Sarapiquí, San Pablo de Heredia, San Rafael de Heredia, Nicoya, Santa Cruz, Cañas, Buenos Aires, Quepos, Esparza, Guápiles, Siquirres y Guácimo.

## Estadísticas

### Población
5 182 351 de personas (Proyección 2022)
Hombres: 2 587 802
Mujeres: 2 594 550

### Composición étnica
Blancos, Mestizos y Castizos: 83% (est 2015)
Otras Etnias: 17% (est. 2015)

### Densidad de la población
95.70 hab./km² (est. 2015)

### Edad ternaria
0-14 años: 21.6% (hombres 584,782/mujeres 557,953) (est año 2009)
15-64 años: 72.4% (hombres 1,416,452/mujeres 1,384,697) (est 2009)
65 años en adelante: 6.0% (hombres 116,461/mujeres 135,571) (est. 2009)

### Esperanza de vida
80-90 años (est. 2008)

### Edad media de la población
Total: 27.1 años
Hombres: 26.7 años
Mujeres: 27.6 años (2008 est.)

### Tasa de crecimiento de la población
1.4% (2008 est.)

### Tasa de natalidad
17.71 nacimientos /1,000 población (est. 2008)

### Tasa de mortalidad
8.37 muertes /1,000 población (est. 2008)

### Tasa de mortalidad infantil
12.01 muertes /1,000 nacimientos (est. 2008)

### Tasa neta de migración
0.48 migrantes /1,000 población (est. 2008)

### Población en situación de pobreza
6% en pobreza extrema y 16% en pobreza relativa (2008 est.)

### Proporción según género
Al nacer: 1.05 masculino/femenino
Menos de 15 años: 1.05 masculino /femenino
De 15 a 64 años: 1.02 masculino /femenino
65 años y más: 0.86 masculino /femenino
Población total: 1.02 masculino /femenino (est. 2008)